# Adami Tullu et Jido Kombolcha
Adami Tullu et Jido Kombolcha est un woreda de la zone Misraq Shewa de la région Oromia, en Éthiopie. Le woreda entoure la ville de Ziway. Il a 141 405 habitants en 2007. Adami Tullu est sa principale agglomération.

## Géographie
Situé entre 1 500 et 2 300 m d'altitude[réf. souhaitée] dans la vallée du Grand Rift, le woreda s'étend autour de la ville de Ziway, à l'ouest et au sud du lac Ziway, jusqu'aux lacs Abijatta et Langano.
|                     | Dugda                         |                         |
| Lanfro (région Sud) | Adami Tullu et Jido Kombolcha | Ziway Dugda (zone Arsi) |
|                     | Arsi Negele (zone Mirab Arsi) |                         |

Il est traversé par la route A7 Mojo-Shashamané qui dessert Abosa au nord de Ziway ainsi qu'Adami Tullu et Bulbula au sud du woreda. Jido est desservi par une route secondaire qui quitte l'A7 à Bulbula en direction de la région Sud.
L'irrigation favorise la culture de fruits et légumes sur une partie du territoire du woreda. Les terres arables représentent 27 % du territoire tandis que 26 % des terres sont considérées comme dégradées ou inutilisables, 22 % sont des pâturages et 10 % des forêts[réf. souhaitée].

## Démographie
D'après le recensement national de 2007 réalisé par l'Agence centrale de statistique d'Éthiopie, le woreda compte 141 405 habitants et 15 % de la population est urbaine.
La population urbaine comprend 9 081 habitants à Adami Tullu, 7 631 à Bulbula, 2 411 à Abosa et 1 800 à Jido.
Avec une superficie de 1 275 km2[réf. souhaitée], le woreda a une densité de population de 111 personnes par km2 en 2007 ce qui est inférieur à la moyenne de la zone.
En 2020, la population est estimée, par projection des taux de 2007, à 178 297 personnes.